# Engstingen
Engstingen är en kommun (tyska Gemeinde) i Landkreis Reutlingen i delstaten Baden-Württemberg i Tyskland. Kommunen består av ortsdelarna (tyska Ortsteile) Grossengstingen (tyska Großengstingen), Kleinengstingen och Kohlstetten. Folkmängden uppgår till cirka 5 200 invånare, på en yta av 31,52 kvadratkilometer.
Kommunen ingår i kommunalförbundet Engstingen tillsammans med kommunen Hohenstein.

## Befolkningsutveckling
| Befolkningsutvecklingen i Engstingen 1975–2015 | Befolkningsutvecklingen i Engstingen 1975–2015 | Befolkningsutvecklingen i Engstingen 1975–2015 | Befolkningsutvecklingen i Engstingen 1975–2015 | Befolkningsutvecklingen i Engstingen 1975–2015 |
| ---------------------------------------------- | ---------------------------------------------- | ---------------------------------------------- | ---------------------------------------------- | ---------------------------------------------- |
|                                                |                                                |                                                |                                                |                                                |
| År                                             |                                                |                                                | Folkmängd                                      | Areal (ha)                                     |
| 1975                                           | 1975                                           |                                                | 4 679                                          | 3 152                                          |
| 1980                                           | 1980                                           |                                                | 4 458                                          | 3 151                                          |
| 1985                                           | 1985                                           |                                                | 4 403                                          | 3 152                                          |
| 1990                                           | 1990                                           |                                                | 4 291                                          |                                                |
| 1995                                           | 1995                                           |                                                | 4 871                                          | 3 151                                          |
| 2000                                           | 2000                                           |                                                | 5 285                                          |                                                |
| 2005                                           | 2005                                           |                                                | 5 519                                          |                                                |
| 2010                                           | 2010                                           |                                                | 5 306                                          |                                                |
| 2015                                           | 2015                                           |                                                | 5 213                                          |                                                |
|                                                |                                                |                                                |                                                |                                                |